# Fritz Haber
Fritz Haber (født 9. december 1868 i Breslau, død 29. januar 1934) var en tysk kemiker som modtog Nobelprisen i kemi i 1918 for at udvikle en metode til at syntetisere ammoniak, som er vigtig i gødning og sprængstof. Metoden kaldes Haber-Bosch-processen, efter Haber selv og Carl Bosch, der var med til at udvikle den på Universität Karlsruhe. Fødevareproduktion til halvdelen af verdens befolkning er afhængig af denne proces til at fremstille gødning.
Sammen med Max Born foreslog han Born-Haber cyklus, som er en metode til at bestemme gitterenergien i et fast ionisk stof.
Haber er også blevet beskrevet som "faderen til kemisk krigsførelse" på grund af sit arbejde med at udvikle og implementere chlor og andre giftige gasser under Første Verdenskrig

## Liv

### Før 1. Verdenskrig
Fritz Haber forældre var det jødiske ægtepar Paula (1844-1868) og Siegfried Haber (1841-1920). Hans far drev en forretning med med stoffer, farver, lak og medikamenter. Hans fødsel var med svære komplikationer, og moderen, der var en fjern slægtning til faderen, døde tre uger senere. Fritz blev "kærligt" opdraget af sin stedmoder Hedwig Hamburger sammen med sine tre halvsøskende Else, Helene og Frieda. Forskellen i temperament mellem far og søn førte senere i livet til store spændinger. Faren var en "helt igennem fantasiløs forretningsmand", mens sønnen havde et "sprudlende ubekymret temperament".
Haber gik først på det humanistiske Johannesgymnasium (de) i Breslau og tog sin studentereksamen på St. Elisabeth Gymnasiet på den gammelsproglige og matematisk linje. Kemi som selvstændigt fag var ikke en del af gymnasiet. Efter at have været i lære som købmand, studerede Fritz Haber fra 1886 kemi i Heidelberg hos Robert Wilhelm Bunsen. Senere skiftede han til det Tekniske Universitet under August Wilhelm von Hoffman i Berlin. Han skiftede til Carl Liebermanns arbejdskreds, hvor han skrev sin dissertation og blev tildelt ph.d-graden i 1891. I første omgang fortsatte han sine studier i Zürich under Georg Lunge, der var en ven af Haber-familien, og i Jena under Ludwig Knorr. Hans forsøg på at blive accepteret som assistent hos Wilhelm Ostwald mislykkedes dog.
Haber giftede sig med Clara Immerwahr i 1901, som var den første promoverede kemiker i Tyskland, og som han allerede havde lært at kende i sin sidste år på gymnasiet. Året efter fik de sønnen Hermann Haber.
Fra 1904 og frem beskæftigede Haber sig med den katalytiske dannelse af Ammoniak, som i sidste ende førte til udviklingen af Haber-Bosch-processen. For denne opfindelse fik Haber tildelt Nobelprisen i 1919. Tildelingen af prisen, der blev offentliggjort i november 1919, stødte på modstand i Belgien og Frankrig, hvis presse fandt hædringen af "gaskrigens opfinder" skandaløs. I Sverige blev fremhævet, at Habers prisbelønnede opdagelse af ammoniaksyntesen havde medført, at Tyskland havde kunnet føre krig så længe. Ved nobelpriskommiteens kandidatkåring spillede sådanne overvejelser dog ingen rolle. Denne proces fulgte sine egne regler, og Haber havde allerede været nomineret hvert år siden 1912. Carl Bosch modtog nobelprisen i 1931.

### Planer for gaskrig under1. verdenskrig
Haber meldte sig ved krigsudbruddet som frivillig og var beskæftiget som videnskabelig rådgiver i krigsministeriet med forskning i at spare på eller i at fremstille eksplosive stoffer, såvel som udvikling af nye produktionsmetoder til syntese af erstatningsstoffer for krigsvigtige råstoffer, de såkaldte krigskemikalier som salpeter, som importen var stoppet af pga. den engelske søblokade.
Habers forskning muliggjorde brugen af giftgasserne klor og phosgen som krigsvåben i den 1. Verdenskrig.

## Værker

### Ammoniaksyntese
Siden midten af 1800-tallet vidste man, at optagelsen af kvælstof er en del af grundlaget for nytteplanters udvikling. Man vidste, at planterne ikke optager det elementære kvælstof gennem atmosfæren, men f.eks. gennem nitrat. I en tale i 1898 udtrykte præsidenten for det britiske selskab for videnskabens fremme, Sir William Crookes, bekymring for, at de civiliserede nationer stod over for den fare, at de ikke kunne producere tilstrækkeligt med fødemidler. Samtidigt pegede han på en mulig løsning, der dengang kaldtes for kvælstoffiksering af luften. Han kaldte dette for en af de store opdagelser, som ventede på kemikernes iderigdom. På dette tidspunkt var det blevet tydeligt, at de naturlige forekomster af salpeter fra Chile ikke kunne dække det stadigt stigende behov for kvælstofgødning. Crookes tale fik bred tilslutning, og forvandlingen af luftens kvælstof til en forbindelse, som planter kunne optage, rammende defineret som "brød ud af luft", blev et af tidens vigtigste forskningsemner.
Fritz Haber begyndte i 1904 på studiet af ammoniaksyntese. De fundne ligevægtskonstanter for en syntese ud af elementerne kvælstof og brint svarede til et udbytte på under 0,01 % ved en temperatur på 1000 oC og normalt tryk. Det var for lidt til en teknisk proces. Først ved temperaturer under 300 oC og en egnet katalytisk proces regnede han med at teknikken var mulig at overføre. Pga. de forventede vanskeligheder indstillede Haber midlertidigt arbejdet med området.
Den 13. oktober 1908 søgte han ved det kejserlige patentbureau i Berlin om patentbeskyttelse til en "proces til syntetisk fremstilling af ammoniak ud af elementerne", som han fik tilstået den 8. juni 1911 med patentnummer 235.421. I mellemtiden havde Haber lavet en medarbejderkontrakt med BASF, og overdraget dem patentet til den økonomiske benyttelse af patentet. Efterfølgende udviklede han i året 1909 sammen med Carl Bosch hos BASF Haber-Bosch-processen, som der blev søgt om patent til i 1910. Denne proces muliggjorde den syntetiske fremstilling af ammoniak som grundstof til fremstillingen af Salpeter, der igen blev brugt til fremstillingen af kunstgødning og sprængstoffer. I 1913 tog BASF første gang et anlæg i brug i Ludwigshafen-Oppau (de), der gjorde brug af Haber-Bosch-processen.
Haber-Bosch-processen nævnes som den teknologiske landvinding, der har reddet flest menneskeliv i det 20. århundrede, 2,7 milliarder mennesker. Haber-Bosch-processen producerer 450 millioner tons kvælstofgødning årligt. Processen bruger mellem 1-2 % af det globale energiforbrug. Sammen med pesticider firdoblede Haber-Bosch-processen afkastet fra landbrugsjorden. Den muliggjorde befolkningstilvæksten fra 1,6 milliarder mennesker til 7 milliarder. 50 % af det kvælstof, som moderne mennesker har i deres kroppe, stammer fra Haber-Bosch-processen.